# 1711 w literaturze
Wydarzenia literackie w 1711 roku.

## Nowe książki
- 1711–1714 Joseph Addison i Richard Steele wydają gazetę the Spectator.
- lord Shaftesbury -  Philosophical writings
- Alexander Pope - An Essay on Criticism